# Montgomery (Vermont)
Montgomery ist eine Town im Franklin County des Bundesstaates Vermont in den Vereinigten Staaten mit 1.184 Einwohnern (laut Volkszählung 2020).

## Geografie

### Geografische Lage
Montgomery liegt im Osten des Franklin Countys, am Trout River, einem Zufluss des Missisquoi River, am Ende eines Seitentales in den Montgomery Heights der Green Mountains. Auf dem Gebiet der Town gibt es wenige, sehr kleine Seen. Das Gebiet der Town ist hügelig, die höchste ist der 1154 m hohe Big Jay. Im Jay State Forest.

### Nachbargemeinden
Alle Entfernungen sind als Luftlinien zwischen den offiziellen Koordinaten der Orte aus der Volkszählung 2010 angegeben.
- Norden: Richford, 3,0 km
- Osten: Westfield, 13,4 km
- Südosten: Lowell, 16,5 km
- Süden: Belvidere, 8,7 km
- Südosten: Bakersfield, 19,6 km
- Westen: Enosburgh, 16,2 km

### Stadtgliederung
In Montgomery gibt es vier Siedlungsgebiete, Montgomery Center, Montgomery Village, Hectorville und Hutchins.

### Klima
Die mittlere Durchschnittstemperatur in Montgomery liegt zwischen −11,7 °C (11 °Fahrenheit) im Januar und 18,3 °C (65 °Fahrenheit) im Juli. Damit ist der Ort gegenüber dem langjährigen Mittel der USA um etwa 9 Grad kühler. Die Schneefälle zwischen Mitte Oktober und Mitte Mai liegen mit mehr als zwei Metern etwa doppelt so hoch wie die mittlere Schneehöhe in den USA. Die tägliche Sonnenscheindauer liegt am unteren Rand des Wertespektrums der USA, zwischen September und Mitte Dezember sogar deutlich darunter.

## Geschichte

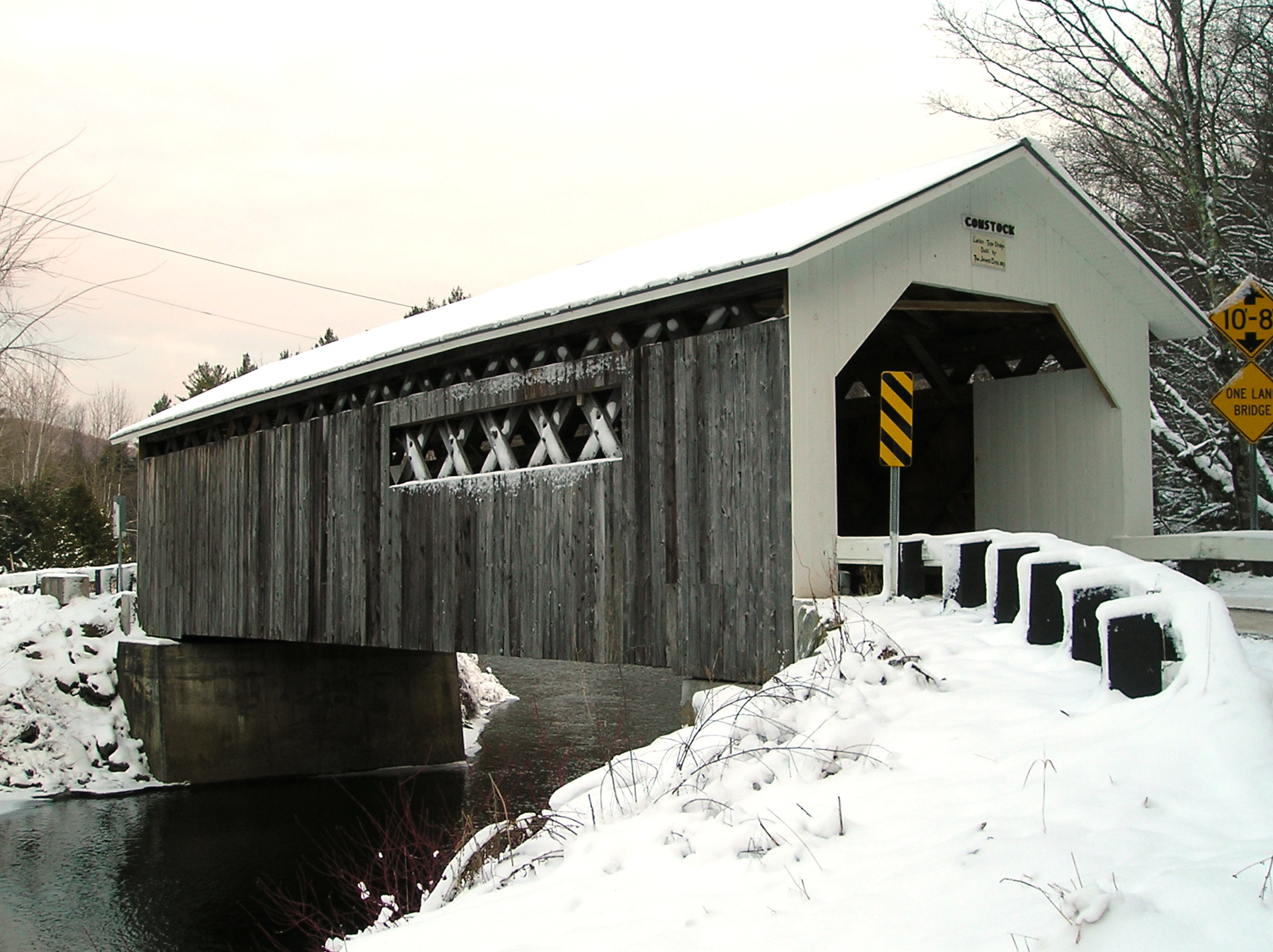
Comstock Covered Bridge
über den Trout River
Errichtet 1883

Der Grant für Montgomery wurde am 13. März 1780 durch Thomas Chittenden für die Vermont Republic ausgerufen. Bestätigt wurde der Grant am 8. Oktober 1789 an Stephen R. Bradley und weiteren. Montgomery wurde als einer von sechs Orten der Umgebung gegründet, um die Kosten der Vermontschen Armee, die anlässlich des Unabhängigkeitskrieges aufgestellt worden war, zu erwirtschaften. Sehr wahrscheinlich wurde es nach General Richard Montgomery benannt, der 1775 gefallen war und unter dem einer der Gründerväter des Ortes, Ira Allen, gedient hatte. Die ersten Siedler erreichten 1793 die Town, es waren Joshua und Naby Clapp. Sie waren zwei Jahre lang die ersten Siedler. Am 12. August 1802 fand die konstituierende Versammlung der Town statt.

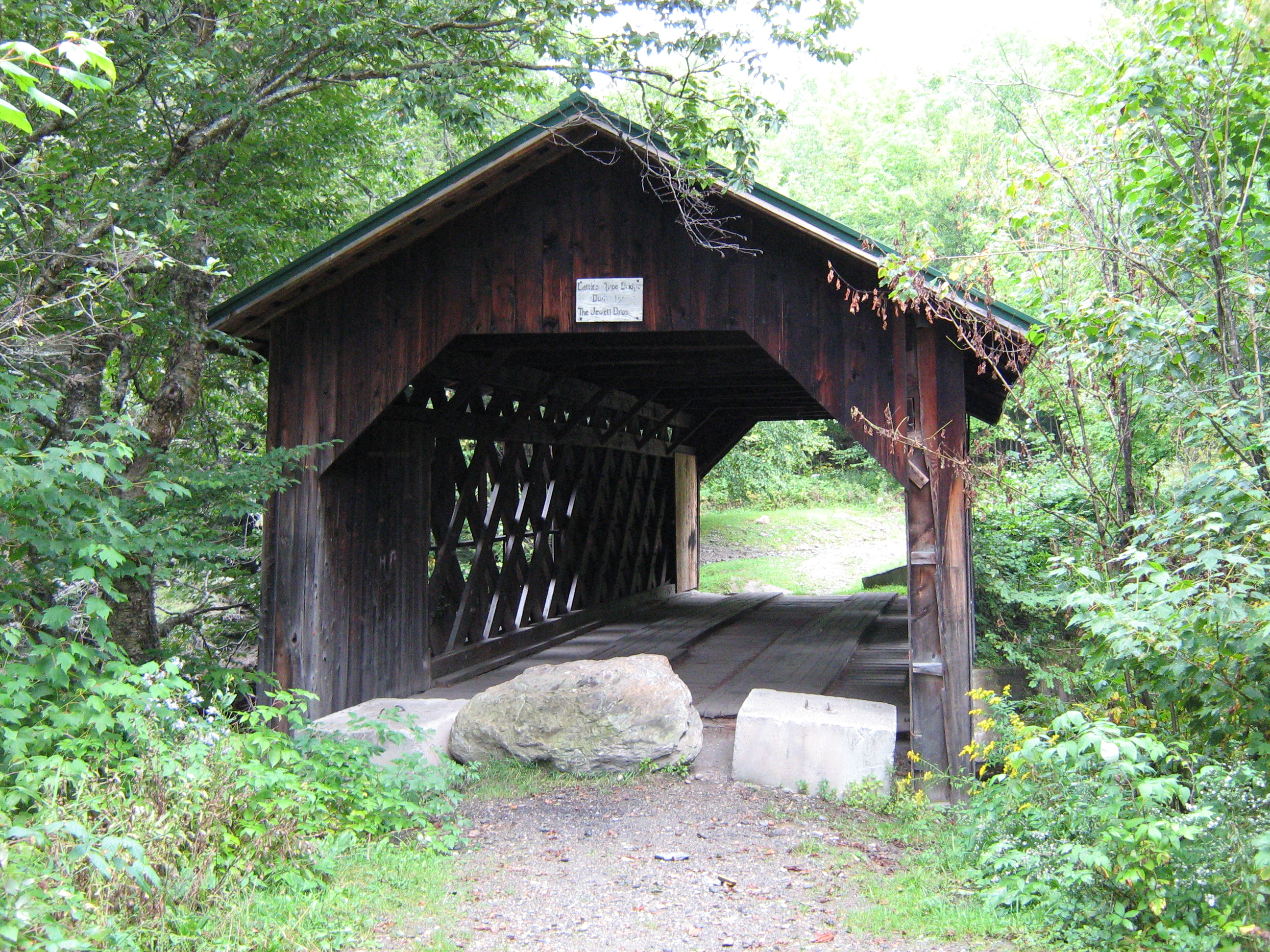
West Hill BridgeErrichtet 1883

Der Ort lebt in erster Linie von Land- und Landwirtschaft; eine kleine Asbestmine in den Bergen wurde aufgegeben. Aufgrund seiner Lage im Tal eines wasserreichen Mittelgebirgszuges ziehen sich durch das Ortsbild einige kleine Zuflüsse zum Trout River, die von überdachten Brücken überquert werden. Diese Brücken sind zwar typisch für die Gegend, doch mit sechs erhaltenen Brücken aus der Zeit von 1863 bis 1890, die das Stadtbild prägen, ist Montgomery ebenfalls ein Anziehungspunkt für Touristen. Zusätzlich liegt die Siedlung am Rand eines Naturschutzgebietes, das die umgebenden Berge zu einem Ausflugsziel macht.
Die Einwohnerentwicklung Montgomerys war seit etwa 1980 weiterhin deutlich ansteigend; der Ort hatte bis 1900 eine Bewohnerzahl von knapp 2.000 Menschen erreicht, die bis 1970 auf etwa 650 abgefallen war.

### Religion
Im Ort sind eine methodistische und eine römisch-katholische Gemeinde angesiedelt.

### Einwohnerentwicklung
| Jahr      | 1800  | 1810  | 1820  | 1830  | 1840  | 1850  | 1860  | 1870  | 1880  | 1890  |
| --------- | ----- | ----- | ----- | ----- | ----- | ----- | ----- | ----- | ----- | ----- |
| Einwohner | 41    | 237   | 293   | 460   | 548   | 1.001 | 1.262 | 1.423 | 1.642 | 1.734 |
| Jahr      | 1900  | 1910  | 1920  | 1930  | 1940  | 1950  | 1960  | 1970  | 1980  | 1990  |
| Einwohner | 1.876 | 1.721 | 1.658 | 1.386 | 1.208 | 1.091 | 876   | 651   | 681   | 823   |
| Jahr      | 2000  | 2010  | 2020  | 2030  | 2040  | 2050  | 2060  | 2070  | 2080  | 2090  |
| Einwohner | 992   | 1.201 | 1.184 |       |       |       |       |       |       |       |

## Wirtschaft und Infrastruktur

### Verkehr

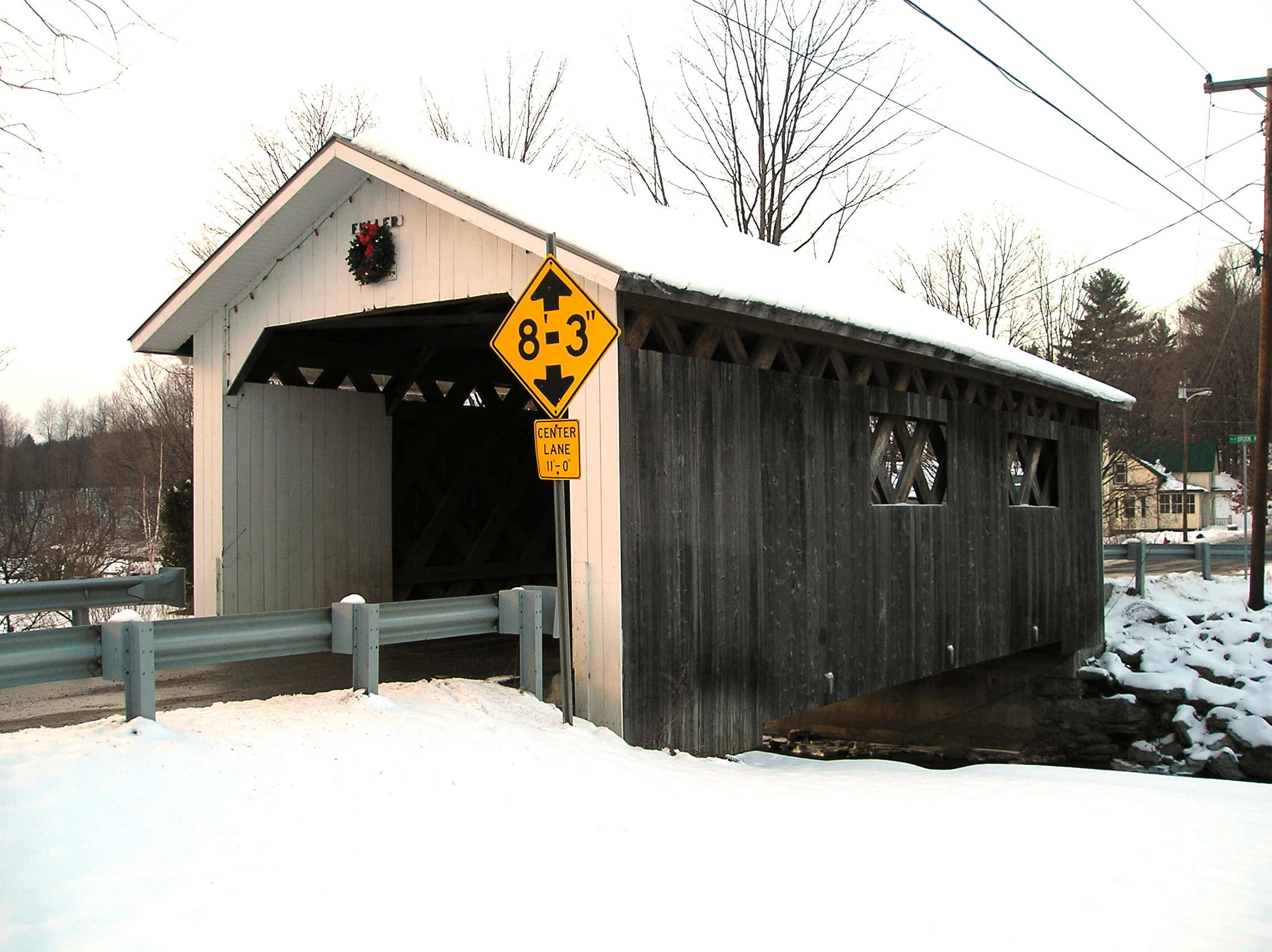
Fuller Covered Bridge
über den Black Falls Brook
Erbaut 1890

In nordsüdlicher Richtung verläuft die Vermont Route 118 von Berkshire im Norden nach Belvidere im Süden. Sie verläuft durch Montgomery Village und Montgomery Center. In Montgomery Center zweigt die Vermont Route 242 nordöstlich in Richtung Jay ab und die Vermont Route 58 südöstlich in Richtung Lowell ab. Die nächste Station der Amtrak findet sich in St. Albans.

### Öffentliche Einrichtungen
Das Northwestern Medical Center in St. Albans ist das nächstgelegene Krankenhaus für die Bewohner der Town.

### Bildung
Montgomery gehört mit Bakersfield, Berkshire, Enosburgh und Richford zur Franklin Northeast Supervisory Union Die Montgomery Town School bietet Schulklassen vom Kindergarten bis zum achten Schuljahr.
Größere Colleges finden sich in Colchester und Winooski; der nächstgelegene Standort einer Universität ist Burlington.
Die Montgomery Town Library wurde am 5. März 1895 gegründet. Zunächst zog sie immer in das Haus des Bibliothekars. Zunächst im Center untergebracht, dann zum Mill Hill, später zur Mail Street. Eine zweite Bibliothek war bis zum Jahr 1965 im Village untergebracht, doch nach dem Tode der Bibliothekarin wurde diese mit der Bibliothek des Centers vereinigt. Ende des 20. Jahrhunderts zog die Bibliothek an ihren heutigen Standort, dem Public Saftey Building.

## Persönlichkeiten

### Söhne und Töchter der Stadt
- Elle Purrier St. Pierre (* 1995), Mittel- und Langstreckenläuferin